# Stadion MOSiR Bystrzyca w Lublinie
MOSiR-Bystrzyca (Miejski Ośrodek Sportu i Rekreacji) lub stadion przy Alejach Zygmuntowskich – stadion piłkarsko-żużlowy w Lublinie, na którym odbywały się mecze piłkarzy Motoru Lublin i żużlowców Orlen Oil Motoru Lublin. Obiekt znajduje się tuż obok Stadionu Lekkoatletycznego.

## Modernizacja i nowy stadion
W lipcu 2007 stadion przeszedł częściową renowację (między innymi instalacja dodatkowych krzesełek), niezbędną do zdobycia licencji na występy w ówczesnej drugiej lidze piłkarskiej. Duża część prac modernizacyjnych odbyła się przy czynnej pomocy lubelskich kibiców piłkarskich.
W planach była przewidziana dalsza modernizacja stadionu, aby pomieścił około 17 800 widzów. Prace miały przypadać na lata 2008–2010, a koszt przebudowy szacowano na 115 mln zł. Całym projektem miał zająć się warszawski przedsiębiorca SPAK Studio Projektowe, a w jego ramach planowano między innymi: podgrzewaną murawę, taras widokowy, salę konferencyjną, pawilony gastronomiczne i handlowe, pomieszczenia odnowy biologicznej, bufety, pokoje dla trenerów, parking na 510 aut (plus 50 dla VIP-ów) i 19 autokarów. Ostatecznie zadecydowano jednak, że do roku 2013 miasto wybuduje nowy stadion miejski na terenach dawnej Cukrowni Lublin, a na stadionie MOSiR-Bystrzyca odbywać się będą jedynie wyścigi KMŻ Lublin.

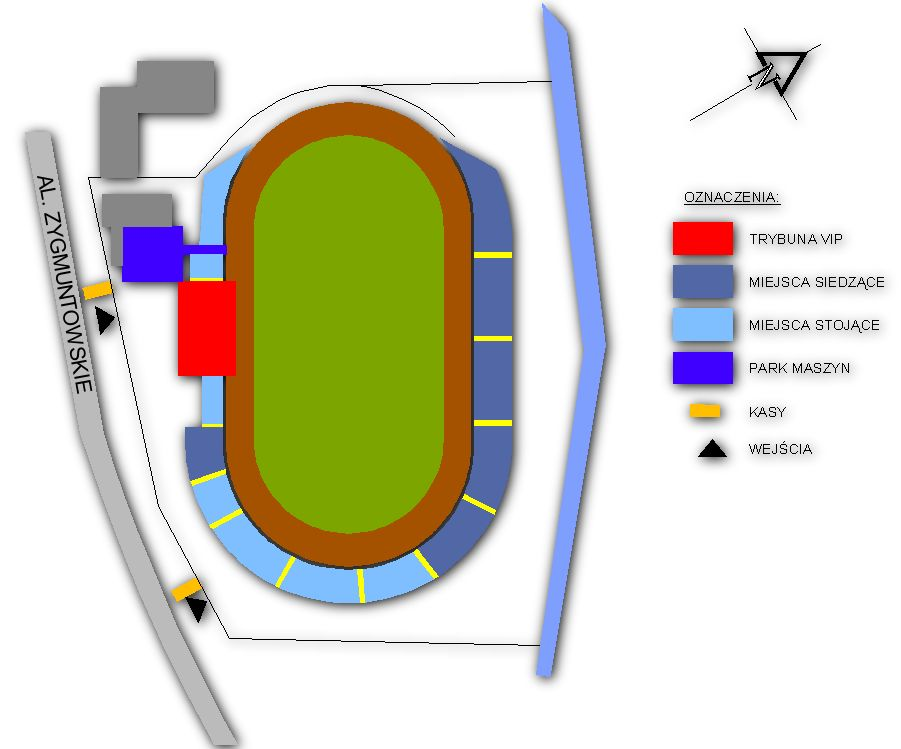
Schemat stadionu

## Rekordy toru żużlowego
| tor | czas  | zawodnik            | klub                               | data                 |
| --- | ----- | ------------------- | ---------------------------------- | -------------------- |
| 398 | 78,0  | Marian Psionka      | RKS Motor Lublin                   | 30 kwietnia 1977     |
| 398 | 77,6  | Marian Psionka      | RKS Motor Lublin                   | 30 kwietnia 1977     |
| 398 | 77,0  | Jerzy Kowalczyk     | Włókniarz Częstochowa              | 30 kwietnia 1977     |
| 398 | 76,9  | Krzysztof Nurzyński | RKS Motor Lublin                   | 30 kwietnia 1977     |
| 398 | 76,8  | Krzysztof Nurzyński | RKS Motor Lublin                   | 30 kwietnia 1977     |
| 398 | 76,6  | Jerzy Szczakiel     | KS Kolejarz Opole                  | 4 maja 1977          |
| 398 | 75,2  | Jan Mucha           | KS Śląsk Świętochłowice            | 23 października 1977 |
| 398 | 75,0  | Bolesław Proch      | Stal Gorzów                        | 6 kwietnia 1978      |
| 398 | 74,4  | Marek Kępa          | RKS Motor Lublin                   | 17 lipca 1983        |
| 398 | 74,2  | Robert Słaboń       | RKS Motor Lublin                   | 22 lipca 1984        |
| 398 | 74,17 | Grzegorz Dzikowski  | GKS Wybrzeże Gdańsk                | 25 maja 1986         |
| 398 | 74,00 | Marek Kępa          | RKS Motor Lublin                   | 25 maja 1986         |
| 389 | 69,95 | Marek Kępa          | RKS Motor Lublin                   | 17 kwietnia 1988     |
| 389 | 69,94 | Antoni Skupień      | KS ROW Rybnik                      | 30 czerwca 1988      |
| 389 | 69,85 | Leigh Adams         | RKS Motor Lublin                   | 7 kwietnia 1991      |
| 389 | 69,64 | Hans Nielsen        | RKS Motor Lublin                   | 28 kwietnia 1991     |
| 389 | 69,62 | Hans Nielsen        | RKS Motor Lublin                   | 19 czerwca 1991      |
| 389 | 69,49 | Per Jonsson         | KS Apator Toruń                    | 28 lipca 1991        |
| 389 | 69,48 | Hans Nielsen        | RKS Motor Lublin                   | 28 lipca 1991        |
| 389 | 69,30 | Hans Nielsen        | RKS Motor Lublin                   | 8 września 1991      |
| 389 | 69,06 | Hans Nielsen        | RKS Motor Lublin                   | 14 maja 1992         |
| 389 | 68,86 | Hans Nielsen        | RKS Motor Lublin                   | 14 maja 1992         |
| 389 | 68,51 | Leigh Adams         | RKS Motor Lublin                   | 2 sierpnia 1992      |
| 389 | 67,85 | Hans Nielsen        | RKS Motor Lublin                   | 19 października 1992 |
| 389 | 67,11 | Grzegorz Walasek    | Radson Malma Włókniarz Częstochowa | 5 czerwca 2001       |
| 389 | 67,06 | Marcin Rempała      | Unia Tarnów ŻSSA                   | 21 kwietnia 2004     |
| 389 | 66,47 | Janusz Kołodziej    | Unia Tarnów ŻSSA                   | 21 kwietnia 2004     |
| 389 | 66,39 | Bjarne Pedersen     | GKŻ Wybrzeże Gdańsk                | 22 lipca 2007        |
| 389 | 66,19 | Tomasz Chrzanowski  | GKŻ Wybrzeże Gdańsk                | 22 lipca 2007        |
| 389 | 66,18 | Daniel Jeleniewski  | WTS Atlas Wrocław                  | 19 października 2008 |
| 389 | 65,94 | Denis Sajfutdinow   | KŻ Orzeł Łódź                      | 4 kwietnia 2009      |
| 389 | 65,85 | Simon Gustafsson    | KŻ Orzeł Łódź                      | 4 kwietnia 2009      |
| 389 | 65,19 | Robert Miśkowiak    | Lubelski Węgiel KMŻ Lublin         | 20 maja 2012         |
| 389 | 64,63 | Daniel Jeleniewski  | Lubelski Węgiel KMŻ Lublin         | 24 czerwca 2012      |
| 382 | 66,35 | Antonio Lindbäck    | MrGarden GKM Grudziądz             | 7 kwietnia 2019      |
| 382 | 65,70 | Grigorij Łaguta     | Speed Car Motor Lublin             | 26 maja 2019         |
| 382 | 65,15 | Maksym Drabik       | Betard Sparta Wrocław              | 22 czerwca 2019      |
| 382 | 65,15 | Bartosz Bańbor      | Orlen Oil Motor Lublin             | 12 lipca 2025        |
| 382 | 64,55 | Kacper Mania        | FOGO Unia Leszno                   | 12 lipca 2025        |
| 382 | 64,52 | Bartosz Bańbor      | Orlen Oil Motor Lublin             | 12 lipca 2025        |

## Galeria

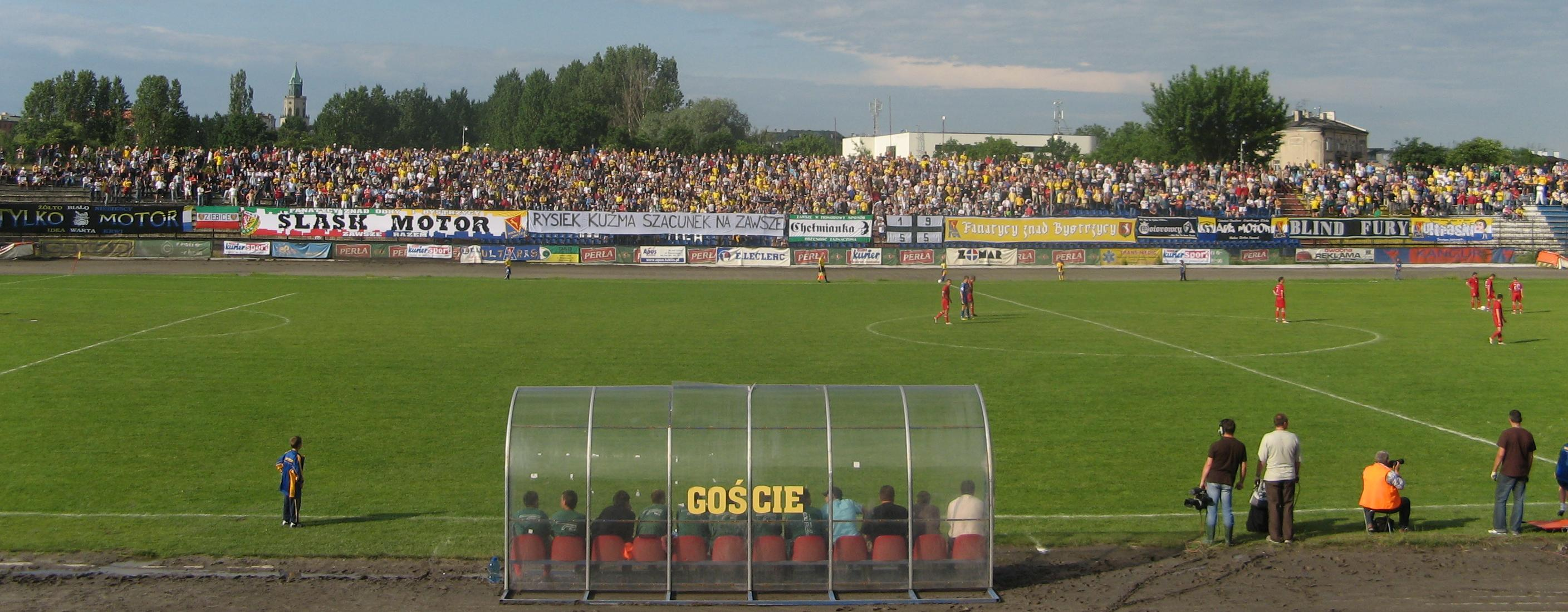
Oprawa meczu Motoru Lublin z Orlętami Radzyń Podlaski, 10 czerwca 2007.
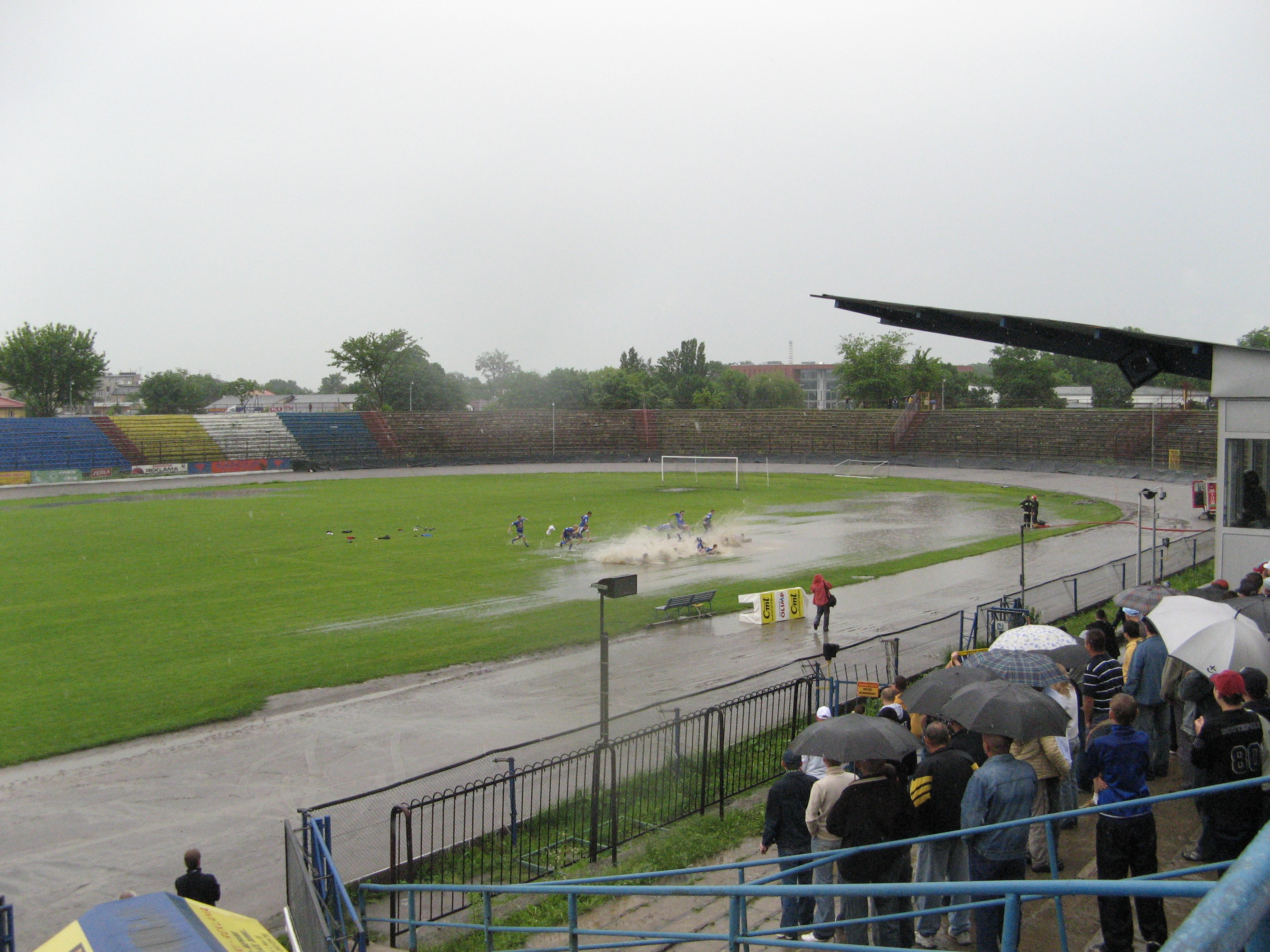
Widok ogólny stadionu (łuk i fragment trybuny krytej) przed remontem. Piłkarze Motoru Lublin dziękują kibicom za przybycie na stadion mimo fatalnej pogody.
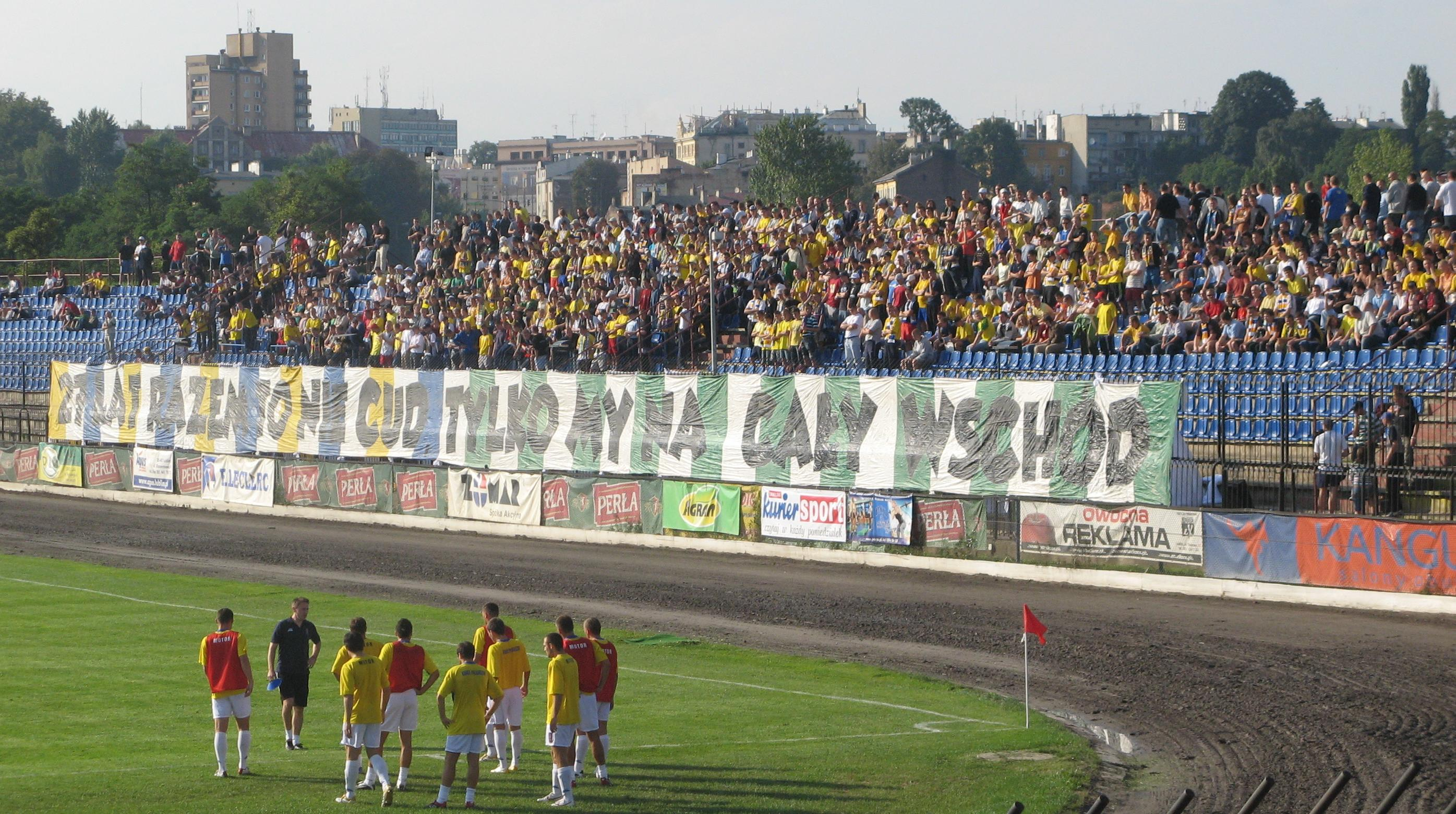
Mecz z Polonią Warszawa.
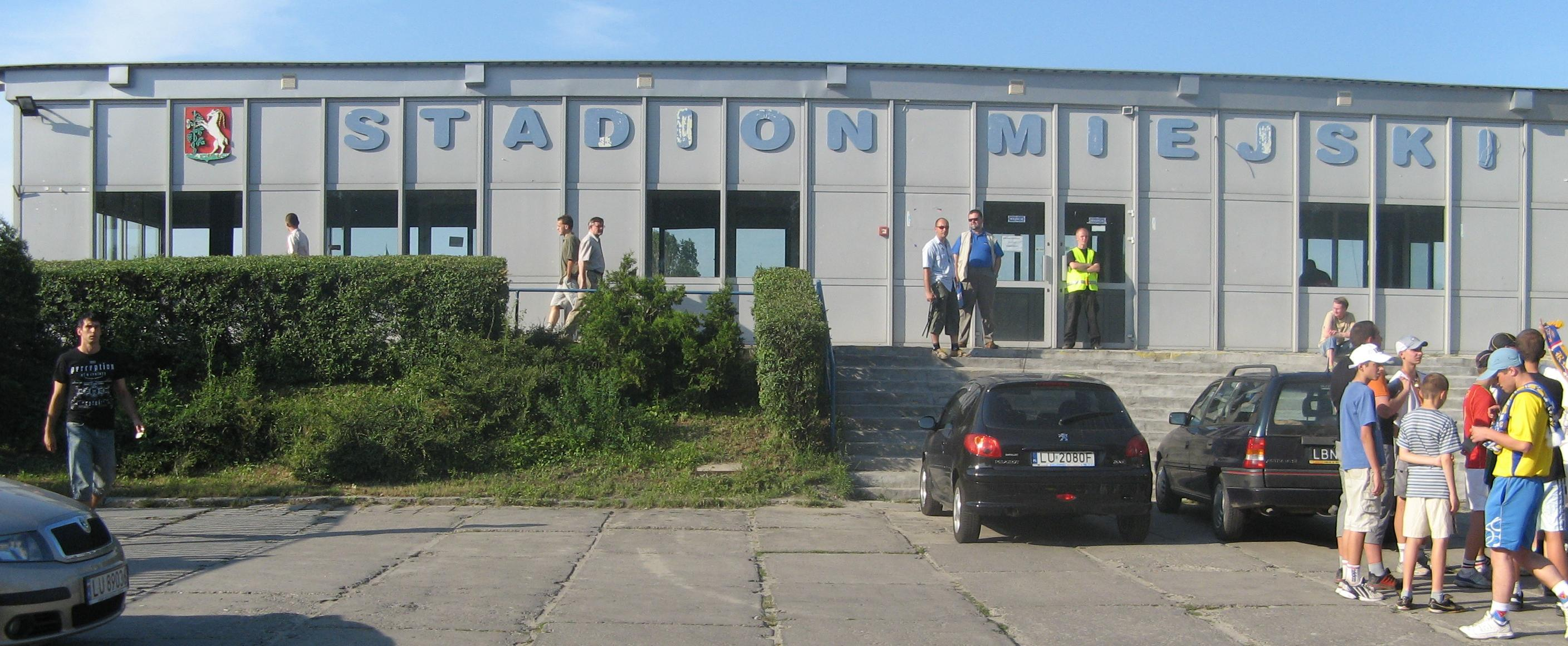
Widok stadionu od strony bramy głównej.